# Vincent Lacressonnière
Vincent Lacressonnière (Sint-Omaars, 20 maart 1967) is een voormalig Frans wielrenner die gedurende twee seizoenen als profrenner actief was en daarin 1 belangrijke overwinning boekte.

## Belangrijkste overwinning
1991
- GP Fourmies